# Farragut (lớp tàu khu trục) (1934)
Lớp tàu khu trục Farragut là một lớp gồm tám tàu khu trục tải trọng 1.365 tấn Anh (1.387 t) của Hải quân Hoa Kỳ. Dưới sự cho phép của Hiệp ước Hải quân London năm 1930, các con tàu được đặt lườn từ năm 1932 và hoàn tất vào năm 1935. Sau hơn mười bốn năm kể từ khi chiếc cuối cùng của lớp Clemson được đưa vào hoạt động, những chiếc thuộc lớp Farragut mới tiếp nối trong những năm 1934 và 1935.
Các con tàu này lớn hơn đôi chút so với những chiếc dẫn trước, nhanh hơn và chỉ có hai ống khói thay vì bốn. Chúng là lớp đầu tiên trong số sáu lớp tàu khu trục 1.500 tấn được chế tạo trong những năm 1930 nhằm hiện đại hóa Hải quân Mỹ, và đã được sử dụng rộng rãi trong Chiến tranh Thế giới thứ hai.

## Thiết kế
Danh sách các cải tiến mong muốn từ các lớp tàu khu trục Wickes và Clemson dẫn trước đều dài và tích hợp. Cả hai lớp đều có phần đuôi nhọn ngập sâu trong nước làm tăng đường kính quay vòng; điều này được khắc phục bằng một đuôi tàu dạng phẳng trên lớp Farragut. Các lớp dẫn trước còn có thiết kế sàn tàu phẳng, vốn đem lại một lườn tàu vững chắc nhưng lại ướt nước khi biển động; khuyết điểm này được sửa chữa bằng cách nâng sàn trước lên thêm một tầng. Tầm xa hoạt động là sự gò bó dai dẳng trên cả hai lớp Wickes và Clemson, cho dù các thùng nhiên liệu hai bên cánh giúp hoạt động xa hơn, nhưng phải chứa nhiên liệu cao bên trên lườn tàu. Lớp Farragut giải quyết hoàn toàn giới hạn này khi có tầm xa hoạt động theo thiết kế là 5.800 hải lý (10.700 km) so với 4.900 hải lý (9.100 km) của lớp Clemson. Các cải tiến dần dần trong công nghệ của cả nồi hơi và turbine cho phép có tốc độ nhanh hơn đồng thời giảm bớt từ 4 xuống còn 2 ống khói.
Thành công trong các nỗ lực cải tiến trở nên rõ ràng theo xác nhận của Đô đốc Land, người đứng đầu Văn phòng Chế tạo và Sửa chữa, báo cáo lên Ủy ban Tướng lĩnh so sánh lớp Farragut với các lớp Wickes và Clemson. Các ưu điểm bao gồm: nhanh hơn 3,3 kn (6,1 km/h), chiều cao khuynh tâm tăng gấp đôi khiến ổn định hơn, hỏa lực mạnh hơn 35% (5 × 5 inch/38 thay vì 4 × 4 inch/50). Tất cả tám ống phóng ngư lôi đều đặt trên trục giữa, đạn pháo được nạp từ hầm đạn bằng thang nâng điện, khả năng đi biển tốt hơn và tầm xa hoạt động tăng thêm 450 hải lý (830 km). Tất cả các cải tiến này được thiết kế với một trọng lượng choán nước chỉ tăng thêm 22%.

### Vũ khí
Vào lúc được chế tạo, lớp Farragut là những chiếc tàu chiến đầu tiên được trang bị kiểu pháo mới 5 in (130 mm)/38 caliber đặt trên năm bệ Mark 21 nòng đơn đa dụng. Hai bệ phía trước (bệ số 51 và 52) được bao kín một phần, trong khi bệ giữa tàu (bệ 53) và hai bệ phía sau (bệ 54 và 55) thuộc kiểu mở. Ngay phía sau bệ 53 là hai dàn ống phóng ngư lôi xoay được với bốn ống phóng 21 in (530 mm) mỗi bệ. Trên sàn trước phía sau bệ 52 bố trí hai súng máy.50 cal (12,7 mm) bên cạnh các đường ray mạn phải và mạn trái, và có thêm hai súng máy.50 cal trên sàn chính giữa tàu.
Đến năm 1943, do nhu cầu bảo vệ phòng không lớn hơn, các súng máy.50 cal và bệ 53 được thay thế bằng pháo phòng không Oerlikon 20 mm và Bofors 40 mm; kiểu và số lượng trên mỗi tàu thay đổi tùy theo thời gian và địa điểm mà chúng được nâng cấp. Các đường ray thả mìn sâu phía đuôi tàu cũng được bổ sung.

## Lịch sử hoạt động
Mọi chiếc trong lớp đều đã hiện diện trong cuộc Tấn công Trân Châu Cảng. Worden mắc cạn tại vùng biển Alaska vào năm 1943. Hull và Monaghan bị mất trong cơn bão Cobra tại vùng biển Philippine vào tháng 12 năm 1944. Năm chiếc còn lại sống sót qua Chiến tranh Thế giới thứ hai và bị tháo dỡ không lâu sau khi xung đột kết thúc.

## Những chiếc trong lớp
| Tàu        | Đặt lườn             | Hạ thủy              | Hoạt động           | Số phận                                                        |
| ---------- | -------------------- | -------------------- | ------------------- | -------------------------------------------------------------- |
| Farragut   | 20 tháng 9 năm 1932  | 15 tháng 3 năm 1934  | 18 tháng 6 năm 1934 | Bán để tháo dỡ, 14 tháng 8 năm 1947                            |
| Dewey      | 16 tháng 12 năm 1932 | 28 tháng 7 năm 1934  | 4 tháng 10 năm 1934 | Bán để tháo dỡ, 20 tháng 12 năm 1946                           |
| Hull       | 7 tháng 3 năm 1933   | 31 tháng 1 năm 1934  | 11 tháng 1 năm 1935 | Bị đắm trong một cơn bão tại Philippines, 18 tháng 12 năm 1944 |
| Macdonough | 15 tháng 5 năm 1933  | 22 tháng 8 năm 1934  | 15 tháng 3 năm 1935 | Bán để tháo dỡ, 20 tháng 12 năm 1946                           |
| Worden     | 29 tháng 12 năm 1932 | 27 tháng 10 năm 1934 | 15 tháng 1 năm 1935 | Đắm do va đá ngầm tại quần đảo Aleut, 12 tháng 1 năm 1943      |
| Dale       | 10 tháng 2 năm 1934  | 23 tháng 1 năm 1935  | 17 tháng 6 năm 1935 | Bán để tháo dỡ, 20 tháng 12 năm 1946                           |
| Monaghan   | 21 tháng 11 năm 1933 | 9 tháng 1 năm 1935   | 19 tháng 4 năm 1935 | Bị đắm trong một cơn bão tại Philippines, 18 tháng 12 năm 1944 |
| Aylwin     | 23 tháng 9 năm 1933  | 10 tháng 7 năm 1934  | 1 tháng 3 năm 1935  | Bán để tháo dỡ, 20 tháng 12 năm 1946                           |